# Dexter Avenue King Memorial Baptist Church

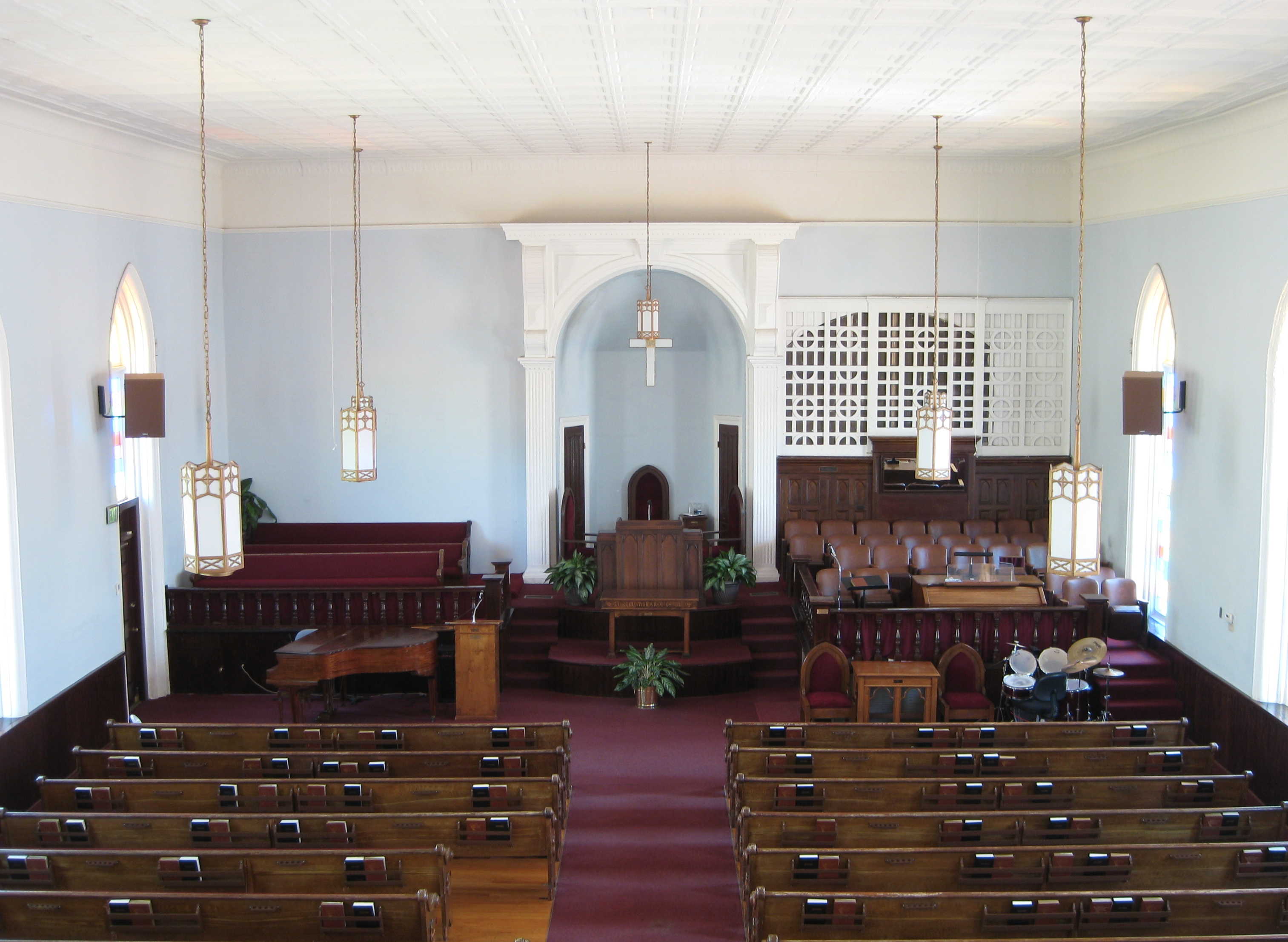
Interiör av kyrkan.

Dexter Avenue King Memorial Baptist Church är en baptistkyrka i Montgomery, Alabama. Kyrkan fick status som National Historic Landmark 1974.  Ursprungligen hette kyrkan bara Dexter Avenue Baptist Church men 1978 lades "King Memorial" till namnet till minne av Martin Luther King som hjälpte till att organisera bussbojkotten i Montgomery i kyrkans källare. Kyrkan ligger ett stenkast från Alabama State Capitol.

## Historia
Dexter Avenue Baptist Churchs församling bildades 1877 och kallades från början Second Colored Baptist Church. Kyrkans styrelse betalade 270 USA-dollar den 30 januari 1879 för en bit av hörnet av vad som idag ligger i korsningen mellan Dexter Avenue och Decatur Street. Första kyrkobyggnaden var en liten träbyggnad. Kyrkan ersattes 1883 av en kyrka i tegel vilken stod klar 1889. Denna började tjänstgöra för den bredare Afroamerikanska befolkningen den 3 oktober 1887 när den höll den första registreringen av studenter till Alabama State University. Denna service fortgick en bit in på 1900-talet med aktiviteter kopplade till Medborgarrättsrörelsen i USA. Vernon Johns, en av medborgarrättsrörelsens tidiga förkämpar, tjänstgjorde som pastor i församlingen mellan 1947 och 1952. Han efterträddes av Martin Luther King, som var pastor 1954–1960 och organiserade bussbojkotten i Montgomery från sitt källarkontor.
Nära kyrkan ligger Dexter Parsonage Museum, som fungerade som tolv pastorers hem mellan 1920 och 1992. Även detta hus är uppsatt på National Register of Historic Places. Sedan 30 januari 2008 ingår kyrkan i ett av USA:s tentativa världsarv tillsammans med två andra kyrkor i Alabama kopplade till medborgarrättsrörelsen under namnet "Medborgarrättsrörelsens platser".